# Élus locaux contre le sida
 (décembre 2022).
L'article doit être relu — et modifié si nécessaire — par des contributeurs indépendants pour apporter un regard critique aux contributions effectuées en violation des conditions d'utilisation de Wikipédia, tant sur la forme (notamment concernant le style encyclopédique, la proportionnalité) que sur le fond (la neutralité de point de vue, la qualité et l'indépendance des sources).
 (octobre 2015).
Si vous disposez d'ouvrages ou d'articles de référence ou si vous connaissez des sites web de qualité traitant du thème abordé ici, merci de compléter l'article en donnant les références utiles à sa vérifiabilité et en les liant à la section « Notes et références ».
Élus Locaux Contre le Sida (ELCS) est une association française de lutte contre le VIH/Sida et les discriminations, créée en 1995 par l'homme politique Jean-Luc Romero, premier élu à avoir révélé sa séropositivité. Son but est la mobilisation des élus français dans la lutte contre le sida et la réduction des risques chez les toxicomanes. Actuellement, le siège d'ELCS se trouve au 84 Rue Quincampoix à Paris.
Sa présidente est l'artiste Sheila.
Aujourd’hui, plus de 17 000 élus de toutes tendances, dont une centaine de parlementaires français, ont signé le manifeste ELCS qui crée une obligation morale de résultat les engageant à se mobiliser dans ce combat pour la vie. L'association mène des réunions départementales et des actions d'information à destination des élus francophones.
La finalité d'Élus Locaux Contre le Sida est de rappeler aux 618 384 élus locaux français qu'ils ont le devoir de se mobiliser et d'être les militants de l'action contre le sida.

## Les actions d’ELCS
ELCS a choisi de porter son action sur les élus locaux parce que l’échelon local est légitime et pertinent dans la lute contre le VIH/sida.
Légitime : la répartition des compétences, obéissant à un impératif de traitement égalitaire ou, au minimum, équitable, permettant d’éviter une trop grande disparité entre les zones géographiques, n’interdit pas aux collectivités locales de se préoccuper de la lutte contre le sida. D’autant plus que la maladie a des conséquences importantes sur le tissu social d’une collectivité.
Pertinent : l’élu local, parce qu’il est au contact quotidien avec la population, parce qu’il a une vraie capacité d’écoute, parce qu’il peut avoir un rôle d’impulsion et de coordination, a une véritable légitimité à intervenir en matière de lutte contre le sida. La lutte contre le sida ne se paie pas de mots ! Les élus locaux sont en « première ligne ». Le processus de décentralisation ne fait que renforcer leur rôle avec, à la clef, toujours plus de compétences, de responsabilités et de devoirs. Les actions pouvant être mises en œuvre par des élus sont nombreuses :
- mise en place de campagnes d’information locales,
- participation à la politique de prévention par la mise à disposition gratuite de préservatifs,
- en tant qu’employeur public : généralisation de la formation des personnels municipaux à la maladie,
- engagement dans la lutte contre la précarité en soutenant l’ouverture d’appartements de coordination thérapeutique,
- réinsertion des personnes touchées par des formations spécifiques pour les malades qui souhaitent reprendre un travail,
- la coopération internationale décentralisée via le jumelage des villes.
Concrètement, la nécessaire information des élus locaux passe inévitablement par des réunions organisées plusieurs fois par mois dans différentes villes de France. Soit régionales, soit départementales, ces réunions rassemblent les acteurs locaux de la lutte contre le sida, qu’ils soient associatifs ou du corps médical, et les élus de terrain. Ces réunions sont structurées de la sorte : ouverture par le maire ou le président de la collectivité accueillant la réunion, échange d’informations avec l’exposé des données locales, débat entré les élus, les institutionnels et les associations.

## Lobbying sur le plan national
Elus Locaux Contre le Sida organise, chaque année, à quelques jours de la Journée mondiale de lutte contre le sida, les États généraux. Ce colloque rassemble personnalités politiques de premier plan (de droite comme de gauche), acteurs de santé, associatifs, décideurs et élus locaux et a pour ambition de dresser le bilan des politiques publiques en matière de lutte contre le sida et de réfléchir aux orientations à adopter, tant au niveau national que local. Globalement, en tant qu’observateur de terrain des réalités locales, ELCS relaie les revendications des associations auprès des politiques et prend également régulièrement position sur différents sujets d’actualité : politique de réduction des risques en direction des usagers de drogues, nouvelles méthodes de dépistage du VIH, PreP, interdiction du don du sang opposé aux homosexuels, soins de conservation interdits aux personnes séropositives décédées...

## Le combat contre les restrictions à la liberté de circulation des séropositifs dans le monde
Le 1er janvier 2010, l’interdiction d’entrée sur le sol des États-Unis pour les personnes séropositives a été abolie. La Chine a en mai 2010 annoncé un changement rapide de la législation. Pourtant, encore une trentaine de pays appliquent encore des restrictions à l'entrée ou à l'établissement des personnes touchées, ce qui rend ce combat toujours prioritaire pour ELCS.

## Organisation
Le bureau de l’association ELCS respecte les équilibres politiques gauche / droite. L’association ELCS est organisée en réseau et est composée de 60 délégations départementales tenues par des élus locaux bénévoles.
Le bureau de travail est composé d'un coordinateur, d'un trésorier, d'un chargé de mission et d'une équipe de bénévoles.
Le bureau organise aussi une publication annuelle appelée "Guide API Action, Prévention et Information" laquelle est disponible sur le site internet d'ELCS.
L'association propose également tous les ans les "États Généraux d'ELCS" et en 2022 nous aurons la 27è réunions d'EG au Palais de Luxembourg le 28 novembre 2022.